# Kurucz András
Kurucz András (1924. – 1976. július) szőlőnemesítő

## Életpályája
Ászáron töltötte gyermekkorát, háromgyermekes család tagjaként. Református lelkész apja nyomán Pápán, a Református Gimnáziumban érettségizett. Tanulmányait Budapesten, a Magyar Agrártudományi Egyetem Kertészeti és Szőlőgazdaságtudományi Karán folytatta, tanulmányait azonban a háború megszakította. Két évet Németországban hadifogságban töltött falujának többi fiataljával együtt. Főiskolai tanulmányait 1946-tól folytatta, és 1948 őszén fejezte be. A háborús évekre jellemző szegénység miatt az egyetemi évek alatt a budai hegyekben kertészeti munkákat vállalt, nyáron gazdaságokban gyakornokként dolgozott, hogy keresetéből fedezze tanulmányi költségeit. 1949. július 1-jén került Kecskemét Miklóstelepre a Homoki Szőlőnemesítő Kísérleti Telepre, a mai Szőlészeti és Borászati Kutató Intézet elődjébe, ahol néhány éves megszakítással haláláig, 1976-ig nemesítőként és kutatásvezetőként dolgozott. Ez a telep akkor a Mezőgazdasági Tudományos Központ, majd egy év múlva az Ampelológiai Intézet irányítása alá került.
Később a Szőlészeti és Borászati Kutató Intézet Lakiteleki Állomásának vezetőjeként 1958 és 1966 között felépíttette a telepet. Összesen 121 hektár szőlőültetvényt telepített a legkorszerűbb csemege- és borszőlőfajtákból, amivel sikerült lerakni a nagyüzemi szőlőtermesztés alapjait.

## Munkássága
Kwaysser Istvánnal közösen nemesített négy szőlőfajtája: Ezerfürtű (1973), Jubileum 75 (1974), Karmin (1977) és Kurucvér mellett nevéhez fűződik a Szőlészeti és Borászati Kutató Intézet lakiteleki állomásának fölépítése is.